# Нажимов, Владимир Павлович
Владимир Павлович Нажимов (26 июля 1923 — 17 августа 2000) — советский и российский юрист, автор исследований по уголовному процессу, доктор юридических наук, профессор, декан экономико-правового факультета Калининградского государственного университета (1969—1989), участник Великой Отечественной войны.

## Биография
Владимир Павлович Нажимов родился в крестьянской семье в деревне Куневичи Тихвинского района Ленинградской области 23 июля 1923 года.
В июне 1941 года окончил первую Ленинградскую фельдшерскую школу. После начала войны вступил добровольцем в народное ополчение (12-я Ленинградская добровольческая дивизия). В июле 1941 года перевёлся в 227-й стрелковый полк 183-й стрелковой дивизии. Был ранен. После выздоровления с 1943 года до окончания боевых действий воевал в составе 500-й отдельный пулемётно-артиллерийский батальон, в котором служил до окончания войны. Во время Корсунь-Шевченковской операции отличился в боях под деревней Шендеровка 1-12 февраля 1944 г. За своевременное оказание помощи раненным, создание опорного пункта обороны и остановку продвижения противника был награждён орденом Красной звезды. За боевые заслуги В.П. Нажимов был награждён также орденом Отечественной войны I степени, двумя орденами Отечественной войны II степени и медалями.
После демобилизации работал в НИИ эпидемиологии и микробиологии им. Пастера в качестве фельдшера в отряде по ликвидации эпидемий в Кировской и Великолукской областях.
С 1947 по 1949 году проходит обучение в Ленинградской юридической школе. Одновременно с этим с 1948 по 1951 году был народным судьей Кингисеппского района Ленинградской области. С 1951 года работал народным судьей Всеволожского района Ленинградской области.
В 1951 году экстерном окончил Ленинградский юридический институт, поступил в аспирантуру, в 1958 году защитил кандидатскую диссертацию на тему: «Правовое и процессуально-правовое положение судей при рассмотрении уголовных дел в народном суде».
С 1957 по 1961 годы был членом Ленинградского областного суда.
С 1962 по 1969 годы избирается на должность старшего преподавателя, затем — доцента кафедры уголовного права, процесса и криминалистики юридического факультета Ростовского государственного университета.
В 1969 году подает документы на избрание его по конкурсу на должность доцента кафедры правоведения экономико-правового факультета Калининградского государственного университета. Под его руководством на факультете была создана была создана кафедра уголовного права, процесса и криминалистики Калининградского государственного университета.
С 1969 по 1989 год декан юридического факультета Калининградского государственного университета.
В 1971 году в ЛГУ защитил докторскую диссертацию на тему: «Суд как орган правосудия по уголовным делам в СССР».
Был одним из видных советских учёных-процессуалистов.
Скончался в 2000 году в Калининграде.

## Награды и звания
Ордена и медали
- Орден Отечественной войны I степени (06.11.1985 г.)
- 2 ордена Отечественной войны II степени (04.06.1945[4], 26.11.1944 г.[5])
- Орден Красной Звезды (22.02.1944 г.[6])
- Медаль «Ветеран труда» (1985)
- Орден Почёта (1996)

Научные степени и звания
- Доктор юридических наук;
- Профессор

## Память
- В Юридическом институте БФУ им. И.Канта ежегодно проходит конкурс студенческих научных работ имени В.П. Нажимова.
- В здании Юридического института БФУ им. И.Канта установлена мемориальная доска в память о В.П. Нажимове.